# Мидлтаун (Делавэр)
Мидлтаун (англ. Middletown) — город в округе Нью-Касл в штате Делавэр в Соединённых Штатах Америки.
По данным переписи населения США 2020 года, число жителей города составляло 23 тысячи 192 человек.

## География
По данным Бюро переписи населения США, общая площадь города составляет 11,61 квадратных миль (30,1 км2), из которых 11,61 квадратных миль (30,1 км2) занимает суша и 0,16% — водная поверхность.